# Archives nationales
Pour les articles homonymes, voir Archives nationales (homonymie).

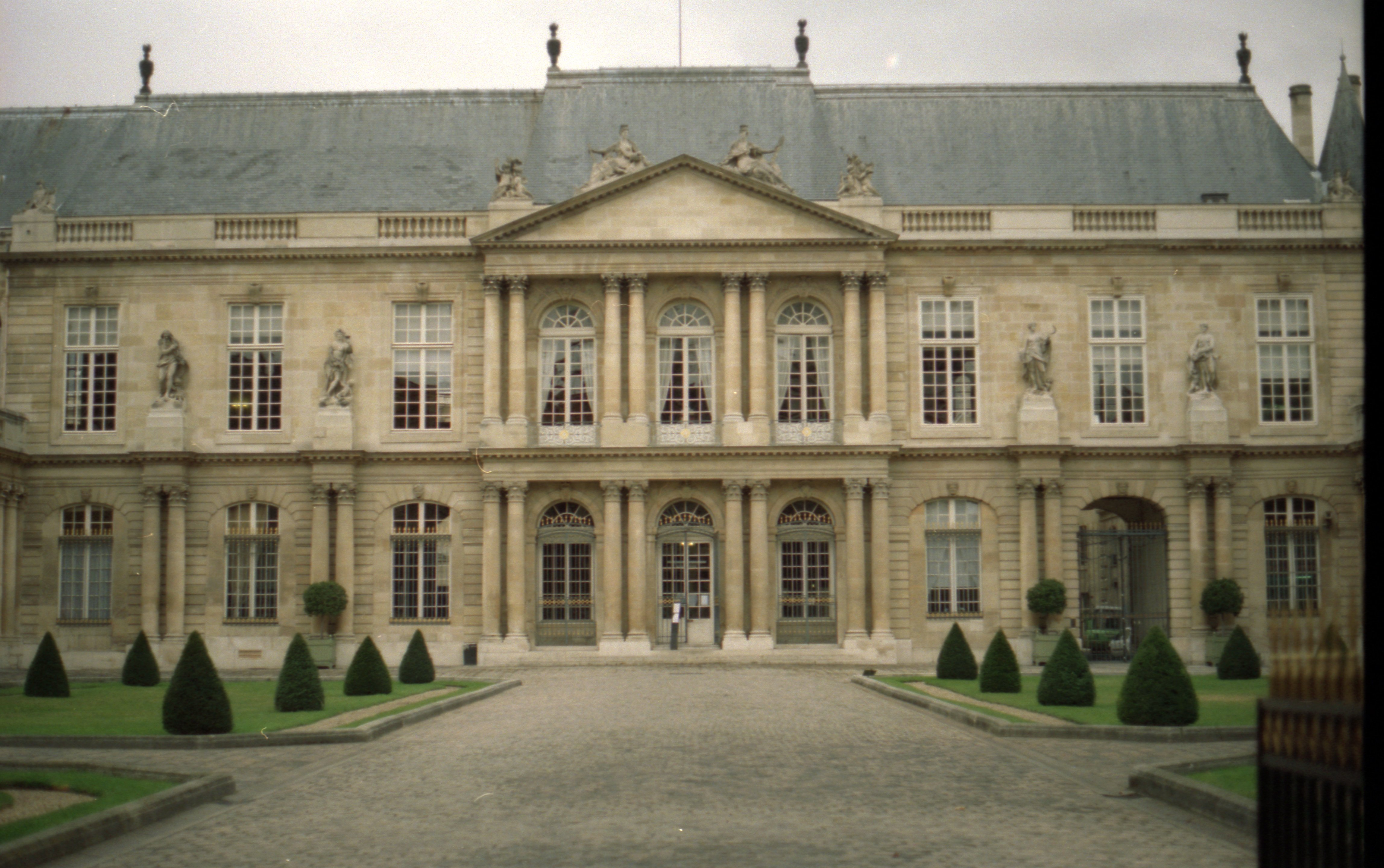
Bâtiment historique des Archives nationales en France.

Les Archives nationales sont l’institution qui conserve les archives des organes centraux de l’État dans la plupart des pays du monde.    

## Différentes appellations
Selon les pays, elles sont désignées par une des appellations suivantes :
- « Archives centrales », comme l’Italie ;
- « Archives d'État », comme en Autriche, en Espagne ou en Estonie ;
- « Archives fédérales » dans les pays à structure fédérale (exemple : Bundesarchiv en Allemagne, Archives fédérales suisses) ;
- « Archives générales » (« du Royaume » en Belgique, « de l'État » en Grèce, « de la nation » dans beaucoup de pays d’Amérique latine) ;
- « Archives impériales » est l'ancien nom des Archives nationales en France et des archives d'État en Autriche ; littéralement, c'est le nom des Archives nationales de Suède et de Norvège (Riksarchiv), qui peut aussi être traduit par « archives de l'État » ou « archives royales » ;
- « Archives nationales » (ou National Archives) est l'expression la plus communément employée.

## Différentes organisations
L'administration centrale des archives, dans les États indépendants, est organisée en fonction de la structure de l'État lui-même, ainsi que de son histoire, mais aussi au rôle culturel donné ou non aux archives. Ce rôle peut varier aussi en fonction de critères nationaux, politiques ou idéologiques.
Dans certains pays, les Archives nationales relèvent de la même administration que la Bibliothèque nationale. C'est le cas notamment au Canada (au niveau fédéral et dans certaines provinces) ou en Égypte.
Dans beaucoup des pays, les Archives nationales sont réparties entre plusieurs centres d'archives, du fait soit de l'ancienneté et de l'ampleur des fonds, soit de la formation tardive de l'État à partir d'anciens États qui avaient déjà organisé et regroupé leurs archives.

## Archives d'État
En Espagne et en Autriche, le nom « archives d'État » désigne à proprement parler l'organisme de gestion des archives gouvernementales. 
En Allemagne, en revanche, on appelle « Archives d'État » (Staatsarchiv) les centres de conservation d'archives des Länder qui la composent. C'est également le cas en Norvège, où les archives d'État (Statsarkivene) sont des archives régionales (c'est-à-dire communes à plusieurs comtés ou fylke) alors que les Archives nationales sont centralisées à Oslo (Riksarkivet).
En Suisse, l’appellation « Archives d'État » ou « Archives de l'État » correspond aux différentes archives cantonales (car les cantons sont les États souverains de la Confédération), et non aux archives nationales au sens défini ci-dessus.
En Italie, le système est sans doute le plus cohérent à l'heure actuelle : au niveau central, les Archives centrales de l'État, puis au niveau secondaire les « Archives de l'État » ('Archivio di Stato) au nombre de 102 dépôts d'archives, puis au niveau tertiaire les « Sections d'archives de l'État » (Sezione di archivio dello Stato) au nombre de 37, dépendances du niveau secondaire.